# Chicken Ranch (Texas)
Die Chicken Ranch (dt. etwa Hühnerfarm oder Hühnerhof) war ein US-amerikanisches Bordell im texanischen Fayette County, außerhalb der Stadtgrenze von La Grange.

## Geschichte
Das Bordell wurde illegal betrieben, aber vom Sheriff und den Bürgern weitgehend toleriert. Die erste Inhaberin und Puffmutter war die aus Waco zugereiste Miss Jessie Williams. Während der Großen Depression der 1930er Jahre wurde das Bordell unter dem zweideutigen Namen Chicken Ranch bekannt, da als Bezahlung häufig Hühner angenommen wurden.
Anfang der 1950er Jahre wurde Miss Edna Milton die Managerin des Freudenhauses, die das Geschäft nach dem Tod Williams’ weiterführte. Obwohl Prostitution gesetzlich untersagt war, entwickelte Miss Milton mit den Behörden eine Art Zusammenarbeit. Eine Voraussetzung für die Arbeit der Prostituierten war eine Prüfung des Werdegangs der Frauen, um sicherzustellen, dass es sich nicht um Kriminelle handelte. Ein Arzt untersuchte wöchentlich die Frauen.
Überdies war es ihnen nicht erlaubt, Kontakt mit den Leuten in der Gegend aufzunehmen. Das Bordell versorgte sich mit Lebensmitteln und sonstigen Dingen ausschließlich bei ortsansässigen Läden und Händlern. Diese Abmachung war für beide Seiten günstig und die meisten Einwohner hatten keine Einwände dagegen.
1973 wurde im Fernsehen ein langes Exposé von Marvin Zindler, einem Reporter aus Houston, über das Bordell ausgestrahlt. Der plötzliche Rummel zwang die Inhaberin, das Bordell zu schließen. Die Menschen im County sammelten 3.000 Unterschriften als Petition gegen die Schließung. Der Sheriff legte den Antrag dem texanischen Gouverneur Dolph Brisco vor, der aber das Bittgesuch kategorisch ablehnte.
Das Lied La Grange der US-amerikanische Bluesrock-Band ZZ Top von 1973 ist eine Hommage an das Bordell.
Die Geschichte des Bordells wurde von Larry L. King und Peter Masterson in dem Musical The Best Little Whorehouse in Texas verarbeitet, das 1977 im Actors Studio New York uraufgeführt wurde, mit der Musik und Liedtexten von Carol Hall. Am Richard Rodgers Theatre war das Musical insgesamt vier Jahre lang zu sehen. Das Musical wurde 1982 unter dem Titel Das schönste Freudenhaus in Texas mit Burt Reynolds, Dolly Parton und Dom DeLuise in den Hauptrollen verfilmt.